# Bejtar Ilit
Bejtar Ilit (hebrejsky בֵּיתָר עִלִּית, doslova „Horní Bejtar“, v oficiálním přepisu do angličtiny Betar Illit, přepisováno též Beitar Illit) je izraelská osada a město na Západním břehu Jordánu, v distriktu Judea a Samaří.

## Geografie
Nachází se v nadmořské výšce 870 metrů na několika vyvýšených hřebenech v Judských horách, 15 kilometrů jihozápadně od historického jádra Jeruzaléma, 8 kilometrů jihozápadně od Betléma, 18 kilometrů severně od Hebronu a 13 kilometrů jihovýchodně od města Bejt Šemeš. Podél východní a jižní strany města probíhá údolí, kterým protéká vádí Nachal Eciona. Na západní straně je to Vádí Fukin.
Bejtar Ilit leží jen cca 1 kilometr od Zelené linie, která odděluje území Izraele v mezinárodně uznaných hranicích a okupovaná palestinská území. Na jihovýchodě sousedí Bejtar Ilit s územně kompaktním blokem izraelských osad Guš Ecion, třebaže není formální součástí jurisdikce Oblastní rady Guš Ecion. V blízkosti města se nacházejí arabské obce Chusan, Nachalin a Vádí Fukin.

## Dějiny
Jméno Bejtar Ilit odkazuje na starověkou židovskou pevnost Bejtar, známou z židovského povstání v 2. století našeho letopočtu. Pevnost se nacházela v místě nynější arabské vesnice Battir.
Bejtar Illit byl založen roku 1985 skupinou mladých, nábožensky založených sionistů. Ke změně došlo po roce 1990, kdy jižně a jihozápadně od původní malé osady začalo budování rozsáhlého městského urbanistického celku, jehož obyvateli jsou ultraortodoxní židé. Tato výstavba postupně pokryla dva vyvýšené kopce a od roku 2016 začaly stavební práce i na třetím návrší, kde se nacházela původní malá osada, založená roku 1985. Bejtar Ilit se nachází v oblasti Guš Ecion, která má výraznou židovskou populační většinu a kterou si izraelská vláda hodlá ponechat i po případném dosažení územního kompromisu s Palestinci a vzniku nezávislého palestinského státu. V roce 2009 začaly přípravné práce na výstavbě nové městské čtvrti s očekávanou kapacitou minimálně několik desítek nových bytových jednotek.

## Demografie
Podle údajů z roku 2009 tvořili naprostou většinu obyvatel Židé (včetně statistické kategorie "ostatní", která zahrnuje nearabské obyvatele židovského původu ale bez formální příslušnosti k židovskému náboženství).
Jde o větší obec městského typu s dlouhodobě silně rostoucí populací. Podle odhadu z roku 2007 počet obyvatel mohl během 10-15 let dosáhnout hranice 100 000. Ve skutečnosti o deset později populace dosahovala pouze něco přes 50 000, i tak ovšem šlo o mimořádně silné tempo populačního růstu a Bejtar Ilit je druhou největší izraelskou osadou na Západním břehu Jordánu. Společně s osadami Ariel, Ma'ale Adumim a Modi'in Illit má statut města. K 31. prosinci 2017 zde žilo 54 600 lidí. Populace je navíc mimořádně mladá. Roku 2013 zde byl nejvyšší podíl obyvatelstva ve věku do 17 let ze všech sídel městského charakteru v Izraeli (63,8 % z celkové populace obce).
| Rok            | 1986 | 1987 | 1988 | 1989 | 1990 | 1991  | 1992  | 1993  | 1994  | 1995  | 1996  | 1997  | 1998   | 1999   | 2000   |
| -------------- | ---- | ---- | ---- | ---- | ---- | ----- | ----- | ----- | ----- | ----- | ----- | ----- | ------ | ------ | ------ |
| Počet obyvatel | 20   | 20   | 40   | 40   | 400  | 1 220 | 2 610 | 3 900 | 4 900 | 5 500 | 7 600 | 9 800 | 11 300 | 12 700 | 15 800 |

| Rok            | 2001   | 2002   | 2003   | 2004   | 2005   | 2006   | 2007   | 2008   | 2009   | 2010   | 2011   | 2012   | 2013   | 2014   | 2015   | 2016   | 2017   |
| -------------- | ------ | ------ | ------ | ------ | ------ | ------ | ------ | ------ | ------ | ------ | ------ | ------ | ------ | ------ | ------ | ------ | ------ |
| Počet obyvatel | 17 300 | 20 200 | 22 900 | 24 900 | 27 000 | 29 100 | 32 200 | 34 829 | 34 999 | 37 600 | 39 700 | 42 500 | 44 900 | 46 900 | 49 300 | 51 600 | 54 600 |

* údaje (kromě let 2008 a 2009) zaokrouhleny na stovky